# Clara Ycart
Clara Ycart Canal   (Matadepera, Cataluña, 10 de enero de 1999) es una jugadora de hockey sobre hierba española.

## Carrera internacional
Es medalla de bronce en Campeonato Europeo de Hockey sobre Hierba Femenino de 2019 disputado en Bélgica.

## Participaciones en Juegos Olímpicos
- Tokio 2020, puesto 7.